# 1997 SZ10
1997 SZ10 är ett transneptunskt objekt i Kuiperbältet. Det upptäcktes den 24 september 1997 av den brittiske astronomen David C. Jewitt vid Mauna Kea-observatoriet.
1997 SZ10 har banresonans 2:1 med planeten Neptunus, och är därmed en twotino.